# Don't Stop Me Now
"Don't Stop Me Now" là một bài hát của ban nhạc Queen trong album Jazz năm 1978. Freddie Mercury sáng tác bài này. Bài hát được thu âm vào tháng 8 và tháng 9 năm 1978 ở Montreux, Thụy Sĩ.
Bài hát được sáng tác dựa trên tiếng đàn piano của Mercury còn Deacon và Taylor chơi thêm ghi ta bass và trống cho phần nền, May thì chơi ghita solo.
Lời bài hát là một bức tranh lớn miêu tả cảm giác về sức mạnh và sự hồ hởi, ví dụ "I'm gonna go, go, go there's no stopping me / I'm burning through the sky yeah 200 degrees… "
Bài hát đã đứng thứ 9 trong bảng xếp hạng ở Anh nhưng chỉ đứng thứ 86 ở Mỹ.
Năm 2004, bài hát có mặt trong bộ phim Shaun of the Dead.
Năm 2005 bài hát được bình chọn như là "The Greatest Driving Song Ever" bới những người xem chương trình truyền hình Top Gear của BBC.
Năm 2006, bài hát được sử dụng trong chương trình truyền hình thương mại của Kirin Nuda (tên một loại nước giải khát của Nhật Bản) cho nhà hài kịch Okamura Takashi nhảy breakdance theo nhạc.
Năm 2006, bài hát đã được chơi trong bộ phim hoạt hình American Dad của Mỹ, trong phần Roger 'n' Me khi Stan và Roger đang ở Atlantic City, New Jersey.

## Phiên bản cover
- Do ban nhạc The Vandals hát lại năm 2004 (nhạc punk).
- Do ban nhạc Fobia hát lại (ở Tây Ban Nha).
- Trò chơi phát hành ở châu Âu Donkey Konga (2004).
- McFly cover lại bài hát vào năm 2006, phiên bản này đã đạt đến vị trí số 1 trên UK Singles Chart (cùng với "Please, Please").